# Advance Passenger Information System
Das Vorab-Passagier-Informationssystem (englisch Advance Passenger Information System, APIS) ist ein automatisiertes System zum Versenden personenbezogener Daten an einige Staaten – insbesondere an die USA –, welche diese Daten für die Ein- und Ausreise verlangen.
Zu den übermittelten Daten gehören:
- Name
- Vorname
- Biometriedaten
- Geburtsdatum
- Nationalität
- Passnummer
- Geschlecht

Die Fluggesellschaften im Board of Airline Representatives in Germany (BARIG) haben sich auf ein Standardformular für USA-Reisende verständigt. Darin werden die Daten notiert, die die US-Behörden ab dem 4. Oktober 2005 bereits vor dem Abflug in Deutschland übermittelt bekommen wollen. Die Reisenden sollen das Formular bereits bei der Buchung erhalten und ausgefüllt beim Check-in vorlegen, so Martin Gaebges, Generalsekretär des BARIG. Dort werden zusätzlich zu den Passdaten das Land, in dem der Passagier lebt, und die erste Adresse in den USA (Hotel, Mietwagenstation) abgefragt. Die Airlines wollen damit verhindern, dass jede Fluggesellschaft andere Vorgaben macht. Viele Fluggesellschaften (zum Beispiel Lufthansa, Air France, British Airways und Air Canada) bieten die Möglichkeit an, die gewünschten Angaben auf ihren jeweiligen Webseiten einzugeben und zu speichern.

## Ähnliche Verfahren in der Europäischen Union
Für die Europäische Union sieht die Richtlinie 2004/82/EG des Rats vom 29. April 2004 vor, dass Beförderungsunternehmen, die Personen über die Schengen-Außengrenzen in die EU befördern, auf Verlangen der für die Grenzkontrolle zuständigen Behörde nach dem Abschluss des Check-In folgende Daten an diese Behörde übermitteln:
- die Nummer und die Art des mitgeführten Reisedokuments,
- die Staatsangehörigkeit,
- den vollständigen Namen,
- das Geburtsdatum,
- die Grenzübergangsstelle für die Einreise in das Schengen-Gebiet,
- die Beförderungs-Codenummer,
- die Abreise- und Ankunftszeit,
- die Gesamtzahl der mit der betreffenden Beförderung beförderten Personen sowie
- den ursprünglichen Abreiseort.

Die Daten werden für den Zweck der Erleichterung der Grenzkontrolle und damit zur Verhinderung der illegalen Einreise gesammelt und dürfen nur für andere Zwecke verwendet werden, wenn dies der Aufgabenwahrnehmung der Grenzschutzbehörde als solcher dient, etwa weil die Daten in einem Strafverfahren wegen unerlaubter Einreise als Beweismittel oder zum Nachweis des Abreiselandes einer an der Grenze zurückgewiesenen Person dienen. Die Daten sind, sofern sie zu solchen Zwecken nicht mehr benötigt werden, von den Grenzbehörden spätestens 24 Stunden nach der Einreise zu löschen. Die Beförderungsunternehmen müssen die Daten auf jeden Fall 24 Stunden nach der Landung des Flugzeugs löschen. Die Fluggäste sind bei der Erhebung der Daten von der Weiterleitung an die Grenzbehörde zu unterrichten.
Ein wesentlicher Unterschied zwischen der US-amerikanischen und der EU-Regelung besteht darin, dass die Daten nur auf Verlangen der zuständigen Grenzbehörde und nicht stets erhoben werden müssen.
In Deutschland wurde die Richtlinie mit § 31a Bundespolizeigesetz in nationales Recht umgesetzt.

## Ähnliche Verfahren weltweit
Das System der vorab erfassten Passagierdaten – Advance Passenger Information System (APIS) – wird derzeit nach/ex USA und Mexiko, nach Kanada, Korea, Syrien und Japan angewandt. Seit dem 3. Juni 2008 verlangt auch die VR China die Übermittlung. Weitere Länder wie Indien, Thailand, Südafrika und Russland planen die Einführung von APIS.